# Przegląd Współczesny
Przegląd Współczesny – polski miesięcznik społeczno-literacki ukazujący się w latach 1922–1939 najpierw w Krakowie, a następnie w Warszawie.
Czasopismo miało profil konserwatywno-liberalny. W części społecznej publikowano w nim artykuły o sprawach narodowościowych, problemach społecznych Kresów, sytuacji w ZSRR, przemianach w Niemczech. W dziale literackim pojawiły się studia i artykuły autorów, takich jak Stanisław Pigoń, Juliusz Kleiner, Wacław Borowy, Jerzy Stempowski, Stefan Kołaczkowski, Leon Piwiński, Tadeusz Boy-Żeleński, Leon Chwistek, Kazimierz Wyka. Artykuły dotyczyły zarówno aktualnych zagadnień literatury polskiej i obcej (np. surrealizm, Joseph Conrad), jak i klasyki (np. Adam Mickiewicz). W czasopiśmie publikowali również: Władysław Chodasiewicz, Aniela Gruszecka, Karol Ludwik Koniński, Manfred Kridl, Ludwik Hieronim Morstin, Konstanty Symonolewicz, Karol Wiktor Zawodziński.